# Svenska Björns naturreservat
Svenska Björn är ett naturreservat i Stockholms norra skärgård i Norrtälje kommun. 
Reservatet är 39,8 km² stort och omfattar kobbarna Ytter-Tridingen, Tomasesberget, Norrgrund, Norrkobbarna, Humlorna, Ytterberget och Svenska Björn. Geografiskt utgör området norra änden av Svenska Vallen.
Området blev naturreservat 1983, huvudsakligen för att skydda gråsälens fortplantning, men även ruggande ejder och övervintrande alfågel åtnjuter skydd i området. Tillträdesförbud gäller 1 februari – 15 augusti.